# El Gigante, Nicaragua
El Gigante (jätten) är en badort och en comarca vid Stillahavskusten i södra Nicaragua. Den ligger vid Playa Gigante mellan badorterna Playa Colorado och Playa Manzanillo, i kommunen Tola.

## Befolkning
El Gigante har 322 invånare (2005) i comarcan.

## Aktiviteter
Det finns utmärkta badmöjligheter i El Gigante, antingen vid Playa Gigante eller den precis norrut liggande Playa Amarillo. Andra populära aktiviteter är fiske och vandring längs den klippiga kusten söder om stranden, runt den i havet utstickande udden Pie del Gigante (jättens fot).